# Дірк Діер
Дірк Діер (нім. Dirk Dier; нар. 16 лютого 1972) — колишній німецький тенісист.
Найвищу одиночну позицію світового рейтингу — 118 місце досяг 22 квітня 1996, парну — 158 місце — 17 квітня 2000 року.
Здобув 5 одиночних та 6 парних титулів.
Найвищим досягненням на турнірах Великого шолома було 2 коло в одиночному розряді.

## Юніорські фінали турнірів Великого шолома

### Одиночний розряд: 1 (1 перемога)
| Результат | Рік  | Турнір                                 | Покриття | Суперник     | Рахунок       |
| --------- | ---- | -------------------------------------- | -------- | ------------ | ------------- |
| Перемога  | 1990 | Відкритий чемпіонат Австралії з тенісу | Тверде   | Леандер Паес | 6–4, 7–6(7–4) |

## Фінали ATP Челленджер і ITF Ф'ючерс

### Одиночний розряд: 11 (5–6)
| Легенда              |
| -------------------- |
| ATP Челленджер (5–6) |
| ITF Ф'ючерс (0–0)    |

| Фінали за покриттям |
| ------------------- |
| Тверде (0–0)        |
| Ґрунт (4–4)         |
| Трава (0–0)         |
| Килим (1–2)         |

| Результат | W–L | Дата     | Турнір                             | Рівень     | Покриття | Суперник           | Рахунок       |
| --------- | --- | -------- | ---------------------------------- | ---------- | -------- | ------------------ | ------------- |
| Перемога  | 1–0 | Лип 1993 | Севілья, Іспанія                   | Челленджер | Ґрунт    | Олівер Фернандес   | 6–3, 6–3      |
| Поразка   | 1–1 | Чер 1994 | Фюрт, Німеччина                    | Челленджер | Ґрунт    | Кріс Гооссенс      | 7–6, 3–6, 2–6 |
| Поразка   | 1–2 | Чер 1995 | Айзенах, Німеччина                 | Челленджер | Ґрунт    | Войтек Ковальський | 6–7, 3–6      |
| Перемога  | 2–2 | Лип 1995 | Севілья, Іспанія                   | Челленджер | Ґрунт    | Таті Раскон        | 7–5, 6–2      |
| Поразка   | 2–3 | Жов 1995 | Гуаякіль, Еквадор                  | Челленджер | Ґрунт    | Кріс Гооссенс      | 4–6, 4–6      |
| Поразка   | 2–4 | Жов 1996 | Майорка, Іспанія                   | Челленджер | Ґрунт    | Домінік Грбатий    | 3–6, 2–6      |
| Поразка   | 2–5 | Лют 1997 | Ліппштадт, Німеччина               | Челленджер | Килим    | Арне Томс          | 6–7, 3–6      |
| Перемога  | 3–5 | Чер 1997 | Вайден (Верхній Пфальц), Німеччина | Челленджер | Ґрунт    | Тамер Ель-Саві     | 7–6, 6–3      |
| Перемога  | 4–5 | Лют 1998 | Ліппштадт, Німеччина               | Челленджер | Килим    | Марціо Мартеллі    | 7–6, 4–3 ret. |
| Поразка   | 4–6 | Лют 1998 | Вольфсбург, Німеччина              | Челленджер | Килим    | Їво Гойбергер      | 7–6, 4–6, 4–6 |
| Перемога  | 5–6 | Тра 1998 | Дрезден, Німеччина                 | Челленджер | Ґрунт    | Маркус Ганчк       | 0–6, 6–1, 6–4 |

### Парний розряд: 16 (6–10)
| Легенда              |
| -------------------- |
| ATP Челленджер (6–9) |
| ITF Ф'ючерс (0–1)    |

| Фінали за покриттям |
| ------------------- |
| Тверде (1–1)        |
| Ґрунт (2–3)         |
| Трава (0–0)         |
| Килим (3–6)         |

| Результат | W–L  | Дата     | Турнір                             | Рівень     | Покриття | Партнер          | Суперники                            | Рахунок       |
| --------- | ---- | -------- | ---------------------------------- | ---------- | -------- | ---------------- | ------------------------------------ | ------------- |
| Поразка   | 0–1  | Гру 1993 | Гонконг, Гонконг                   | Челленджер | Тверде   | Александр Мронц  | Томмі Го Мацуока Сюдзо               | 3–2 ret.      |
| Поразка   | 0–2  | Лют 1995 | Вольфсбург, Німеччина              | Челленджер | Килим    | Ларс Кословскі   | Мартін Сіннер Йост Віннінк           | 5–7, 3–6      |
| Перемога  | 1–2  | Тра 1995 | Єрусалим, Ізраїль                  | Челленджер | Тверде   | Крістіан Сакіану | Ліонель Бартез Патрік Баур           | 7–6, 7–6      |
| Перемога  | 2–2  | Чер 1995 | Вайден (Верхній Пфальц), Німеччина | Челленджер | Ґрунт    | Ларс Кословскі   | Брент Ларкем Еміліо Бенфеле Альварес | 6–3, 6–3      |
| Перемога  | 3–2  | Чер 1995 | Айзенах, Німеччина                 | Челленджер | Ґрунт    | Ларс Кословскі   | Себастьєн Лебланк Кріс Вудруфф       | 3–6, 6–3, 7–6 |
| Перемога  | 4–2  | Лют 1996 | Вольфсбург, Німеччина              | Челленджер | Килим    | Арне Томс        | Джим П'ю Йост Віннінк                | 6–4, 6–4      |
| Поразка   | 4–3  | Гру 1997 | Бад-Ліппшпрінге, Німеччина         | Челленджер | Килим    | Ларс Кословскі   | Туомас Кетола Міхаель Кольманн       | 6–4, 3–6, 5–7 |
| Поразка   | 4–4  | Лип 1998 | Ульм, Німеччина                    | Челленджер | Ґрунт    | Міхаель Кольманн | Марсіу Карлссон Жайме Онсінс         | 4–6, 7–6, 3–6 |
| Поразка   | 4–5  | Лют 1999 | Вольфсбург, Німеччина              | Челленджер | Килим    | Карстен Браш     | Адріану Феррейра Мауріс Руа          | без гри       |
| Поразка   | 4–6  | Бер 1999 | Магдебург, Німеччина               | Челленджер | Килим    | Ян-Ральф Брандт  | Майкл Гілл Ендрю Пейнтер             | 6–7, 7–6, 6–7 |
| Поразка   | 4–7  | Чер 1999 | Айзенах, Німеччина                 | Челленджер | Ґрунт    | Маркус Гільперт  | Мітч Спренгелмеєр Джейсон Вейр-Сміт  | 3–6, 1–6      |
| Поразка   | 4–8  | Лип 1999 | Ульм, Німеччина                    | Челленджер | Ґрунт    | Міхаель Кольманн | Ендрю Пейнтер Байрон Талбот          | 3–6, 4–6      |
| Перемога  | 5–8  | Гру 1999 | Нюмбрехт, Німеччина                | Челленджер | Килим    | Єнс Кніппшильд   | Андреас Таттермуш Андреас Вебер      | 6–3, 7–5      |
| Поразка   | 5–9  | Лют 2000 | Любек, Німеччина                   | Челленджер | Килим    | Карстен Браш     | Джорджо Галімберті Дієго Наргісо     | 4–6, 4–6      |
| Перемога  | 6–9  | Бер 2000 | Магдебург, Німеччина               | Челленджер | Килим    | Карстен Браш     | Томас Беренд Міхаель Кольманн        | 7–5, 7–6(8–6) |
| Поразка   | 6–10 | Жов 2000 | Франція F21, Форбак                | Ф'ючерс    | Килим    | Б'єрн Якоб       | Маттіас А. Мюллер Андреас Таттермуш  | 3–6, 6–7(4–7) |

## Часовий графік результатів
| W | Ф | ПФ | ЧФ | #Р | КТ | К# | DNQ | A | NH |

### Одиночний розряд
| Турніри Великого шлему                 |     |     |     |     |     |     |     |     |     |     |     |       |     |     |
| Відкритий чемпіонат Австралії з тенісу | К2р |     |     |     |     |     |     |     |     | К1р | К2р | 0 / 0 | 0–0 | –   |
| Відкритий чемпіонат Франції з тенісу   |     |     |     |     | К1р | К3р |     | 1р  | К3р | К1р | К1р | 0 / 1 | 0–1 | 0%  |
| Вімблдонський турнір                   |     | 1р  |     |     | К2р |     |     |     |     |     |     | 0 / 1 | 0–1 | 0%  |
| Відкритий чемпіонат США з тенісу       |     |     |     |     |     |     |     | 2р  | К3р |     |     | 0 / 1 | 1–1 | 50% |
| В-П                                    | 0–0 | 0–1 | 0–0 | 0–0 | 0–0 | 0–0 | 0–0 | 1–2 | 0–0 | 0–0 | 0–0 | 0 / 3 | 1–3 | 25% |
| Тур ATP Мастерс 1000                   |     |     |     |     |     |     |     |     |     |     |     |       |     |     |
| Індіан-Веллс                           |     |     |     |     |     | К3р |     | К1р |     |     |     | 0 / 0 | 0–0 | –   |
| Відкритий чемпіонат Маямі з тенісу     |     |     |     |     |     |     |     | 1р  | К1р |     |     | 0 / 1 | 0–1 | 0%  |
| Монте-Карло                            |     |     |     |     | К2р | К2р | К2р |     |     |     |     | 0 / 0 | 0–0 | –   |
| Гамбург                                |     |     |     |     | 2р  | К3р |     |     | К1р | К2р |     | 0 / 1 | 1–1 | 50% |
| Париж                                  |     |     |     |     |     | К1р |     | К1р |     |     |     | 0 / 0 | 0–0 | –   |
| В-П                                    | 0–0 | 0–0 | 0–0 | 0–0 | 1–1 | 0–0 | 0–0 | 0–1 | 0–0 | 0–0 | 0–0 | 0 / 2 | 1–2 | 33% |